# Peperomia meeboldii
Peperomia meeboldii är en pepparväxtart som beskrevs av C. Dc.. Peperomia meeboldii ingår i släktet peperomior, och familjen pepparväxter. Inga underarter finns listade i Catalogue of Life.